# Departamento de Plateau
Plateau es uno de los doce departamentos de Benín. Limita con los departamentos de Zou, Ouémé, y Collines. Tiene una superficie de 2.835 km², y una población de 622 372 habitantes.